# Dimont
Dimont est une commune française située dans le département du Nord (59), en région Hauts-de-France.

## Géographie
Dimont se situe dans le Sud-Est du département du Nord (Hainaut) en plein cœur du parc naturel régional de l'Avesnois.
L'Avesnois est connu pour ses prairies, son bocage et son relief un peu vallonné dans sa partie sud-est (début des contreforts des Ardennes), dite « petite Suisse du Nord ».
Dimont fait partie administrativement de l'Avesnois, historiquement du Hainaut et ses paysages rappellent la Thiérache.
La commune se trouve à 100 km de Lille (préfecture du Nord), Bruxelles (Belgique) ou Reims (Marne), à 45 km de Valenciennes, Mons (B) ou Charleroi (B), à 16 km de Maubeuge, Fourmies et à 8 km d'Avesnes-sur-Helpe (sous-préfecture).
La Belgique se trouve à 10 km et le département de l'Aisne à 20 km.

### Communes limitrophes
| Wattignies-la-Victoire | Damousies     | Dimechaux    |
|                        | Dimont        | Lez-Fontaine |
| Beugnies               | Sars-Poteries |              |

### Hydrographie

#### Réseau hydrographique
La commune est située dans le bassin Artois-Picardie. Elle est drainée par le ruisseau de Stordoir, la Rue Haute, le ruisseau Des Viviers, le ruisseau du Plat de jean, le ruisseau Saint-maurice, les FoyauxLez-Fontaine et un autre petit cours d'eau,.

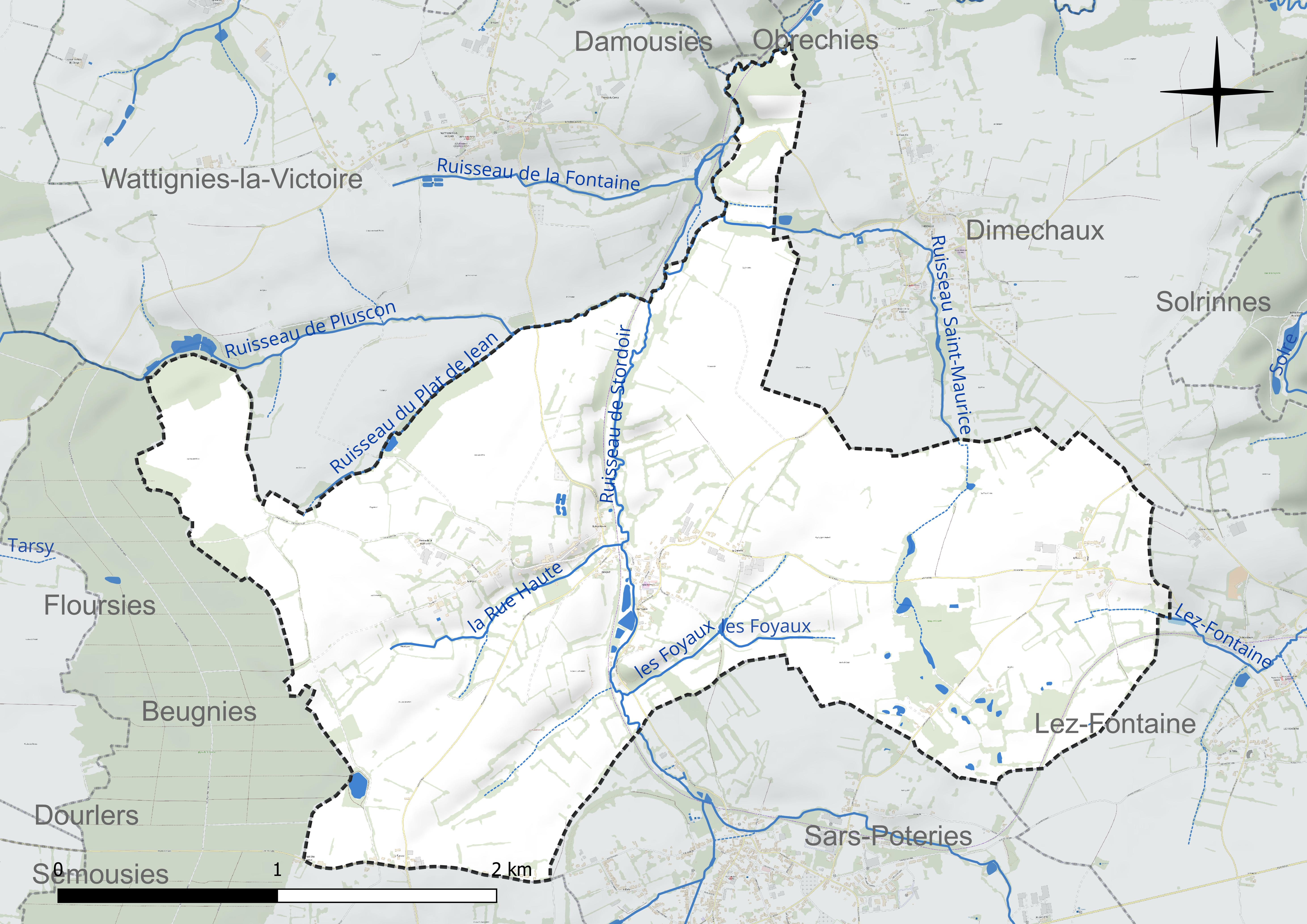
Réseau hydrographique de Dimont.

#### Gestion et qualité des eaux
Le territoire communal est couvert par le schéma d'aménagement et de gestion des eaux (SAGE) « Sambre ». Ce document de planification concerne un territoire de 1 253 km2 de superficie, délimité par le bassin versant de la Sambre. Le périmètre a été arrêté le 1er novembre 2003 et le SAGE proprement dit a été approuvé le 21 septembre 2012, puis modifié le 18 août 2022. La structure porteuse de l'élaboration et de la mise en œuvre est le syndicat mixte du Parc naturel régional de l'Avesnois. 
La qualité des cours d'eau peut être consultée sur un site spécial géré par les agences de l'eau et l'Agence française pour la biodiversité. 

### Climat
Pour des articles plus généraux, voir Climat des Hauts-de-France et Climat du Nord.
En 2010, le climat de la commune est de type climat des marges montargnardes, selon une étude du CNRS s'appuyant sur une série de données couvrant la période 1971-2000. En 2020, Météo-France publie une typologie des climats de la France métropolitaine dans laquelle la commune est exposée à un climat océanique altéré et est dans la région climatique  Nord-est du bassin Parisien, caractérisée par un ensoleillement médiocre, une pluviométrie moyenne régulièrement répartie au cours de l'année et un hiver froid (3 °C). 
Pour la période 1971-2000, la température annuelle moyenne est de 9,7 °C, avec une amplitude thermique annuelle de 15,3 °C. Le cumul annuel moyen de précipitations est de 910 mm, avec 12,8 jours de précipitations en janvier et 9,6 jours en juillet. Pour la période 1991-2020, la température moyenne annuelle observée sur la station météorologique la plus proche, située sur la commune de Saint-Hilaire-sur-Helpe à 10 km à vol d'oiseau, est de 10,5 °C et le cumul annuel moyen de précipitations est de 802,4 mm,. Pour l'avenir, les paramètres climatiques de la commune estimés pour 2050 selon différents scénarios d'émission de gaz à effet de serre sont consultables sur un site spécial publié par Météo-France en novembre 2022.

## Urbanisme

### Typologie
Au 1er janvier 2024, Dimont est catégorisée commune rurale à habitat dispersé, selon la nouvelle grille communale de densité à sept niveaux définie par l'Insee en 2022.
Elle est située hors unité urbaine. Par ailleurs la commune fait partie de l'aire d'attraction de Maubeuge (partie française), dont elle est une commune de la couronne,. Cette aire, qui regroupe 65 communes, est catégorisée dans les aires de 50 000 à moins de 200 000 habitants,.

### Occupation des sols
L'occupation des sols de la commune, telle qu'elle ressort de la base de données européenne d'occupation biophysique des sols Corine Land Cover (CLC), est marquée par l'importance des territoires agricoles (91 % en 2018), une proportion identique à celle de 1990 (91 %). La répartition détaillée en 2018 est la suivante : 
prairies (60,8 %), terres arables (26,2 %), zones urbanisées (4,6 %), forêts (4,4 %), zones agricoles hétérogènes (4 %). L'évolution de l'occupation des sols de la commune et de ses infrastructures peut être observée sur les différentes représentations cartographiques du territoire : la carte de Cassini (XVIIIe siècle), la carte d'état-major (1820-1866) et les cartes ou photos aériennes de l'IGN pour la période actuelle (1950 à aujourd'hui).

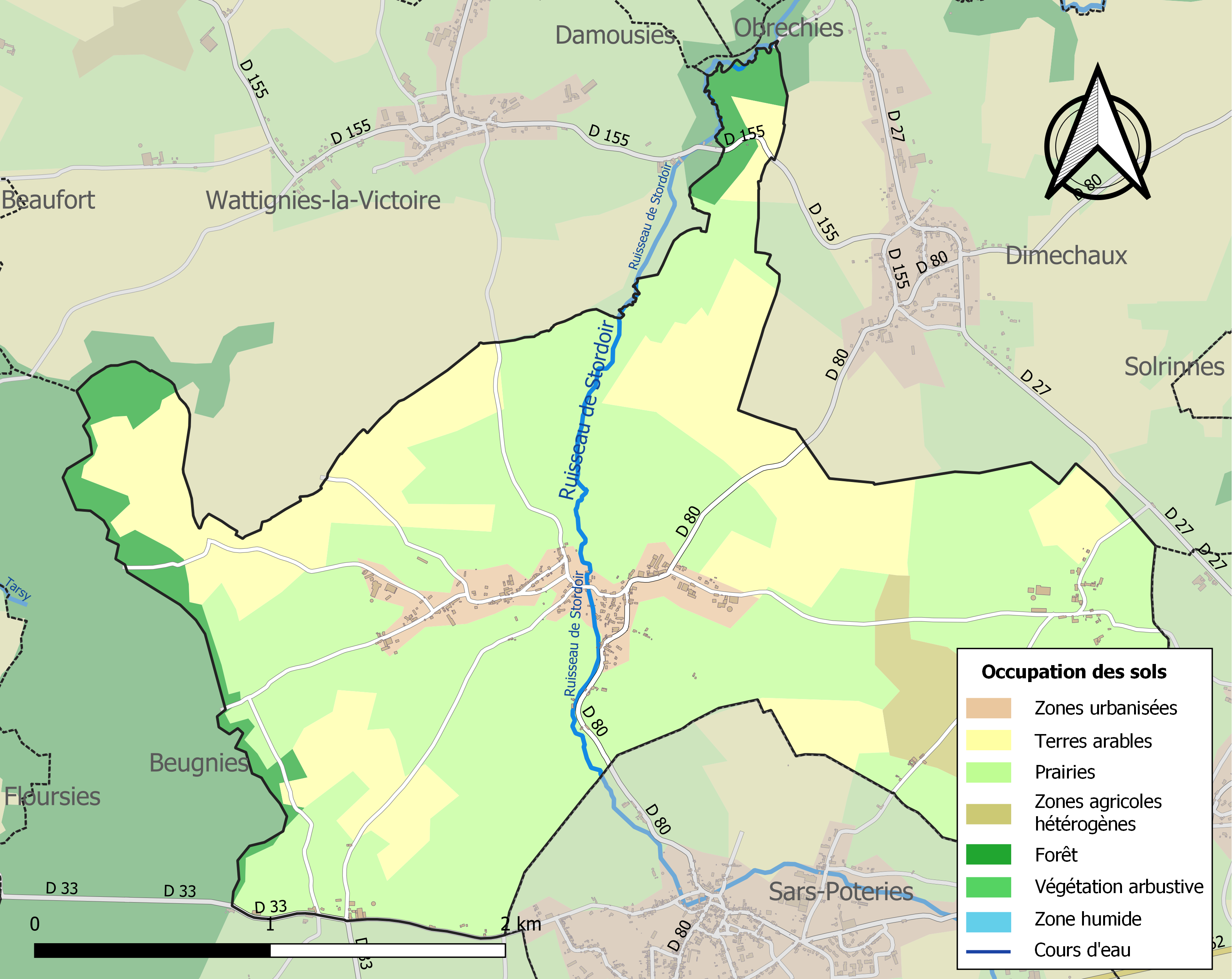
Carte des infrastructures et de l'occupation des sols de la commune en 2018 (CLC).

## Toponymie
Magnus Mons (921 - Miroeus I, 36), Dimont (1177 - Titre du chapitre de Maubeuge), Dymont (vers 1200 - cart. de l'abb. d'Alne), Duismont (1246, 1er cart. d'Artois), Dymont (1349 - Pouillé de Cambrai), Dimont (1596 - Pierre tombale de l'église) - Source : Bulletin de la commission historique du département du Nord - Tome IX - 1866.

## Histoire
- Plans du cadastre napoléonien (1828) et plans du cadastre de 1901 de Dimont : site internet des Archives départementales du Nord
- 1914-1918 : les Allemands arrivent dans le village de Dimont le mardi 25 août 1914. Le village se trouvera en zone occupée jusque début novembre 1918.

## Héraldique
|  | Les armes de Dimont se blasonnent ainsi : « Bandé d'or et de gueules » . |

## Politique et administration
Maire de 1802 à 1808 : N. J. L. Lempereur,.

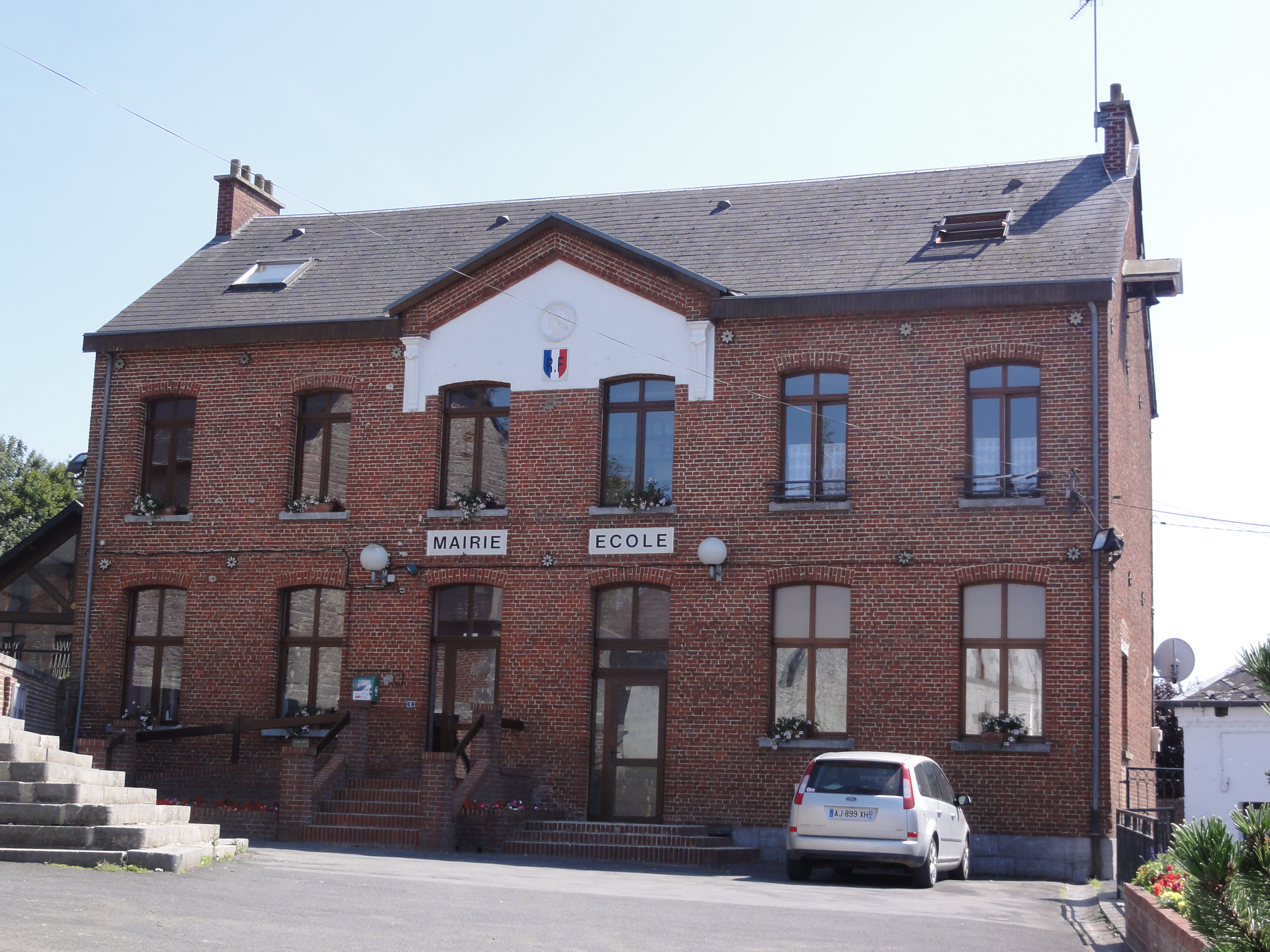
La mairie.

| Période                                  | Période      | Identité           | Étiquette | Qualité |
| ---------------------------------------- | ------------ | ------------------ | --------- | --- |
| 1666                                     | 1669         | Antoine Daniel     |           | Meunier de Dimont, époux en secondes noces de Marie Meurant                                                                    |
| 1687                                     | 1691         | Pierre Gillion     |           | Meunier de Dimont, fils de Charles Gillion (ancien échevin de Trélon (1638-1643)) et Marie Meurant, beau-fils d'Antoine Daniel |
| 1741                                     | 1751         | Jean-Louis Gillion |           | Meunier de Dimont, fils de Pierre Gillion ancien mayeur de Dimont (1687-1691)                                                  |
| 1760                                     | 1760         | Jean-Louis Gillion |           | Meunier de Dimont, fils de Pierre Gillion ancien mayeur de Dimont (1687-1691)                                                  |
| 1761                                     | juillet 1789 | Etienne Gillion    |           | fils de Jean-Louis Gillion ancien mayeur de Dimont (1741-1760)                                                                 |
| mars 2001                                | En cours     | Jean-Marie Lebrun  |           | |
| Les données manquantes sont à compléter. |              |                    |           | |

## Population et société

### Démographie

#### Évolution démographique
L'évolution du nombre d'habitants est connue à travers les recensements de la population effectués dans la commune depuis 1793. Pour les communes de moins de 10 000 habitants, une enquête de recensement portant sur toute la population est réalisée tous les cinq ans, les populations de référence des années intermédiaires étant quant à elles estimées par interpolation ou extrapolation. Pour la commune, le premier recensement exhaustif entrant dans le cadre du nouveau dispositif a été réalisé en 2007.

En 2022, la commune comptait 296 habitants, en évolution de −6,92 % par rapport à 2016 (Nord : +0,51 %, France hors Mayotte : +2,11 %).
| 1793 | 1800 | 1806 | 1821 | 1831 | 1836 | 1841 | 1846 | 1851 |
| ---- | ---- | ---- | ---- | ---- | ---- | ---- | ---- | ---- |
| 250  | 197  | 270  | 266  | 377  | 411  | 422  | 406  | 416  |

| 1856 | 1861 | 1866 | 1872 | 1876 | 1881 | 1886 | 1891 | 1896 |
| ---- | ---- | ---- | ---- | ---- | ---- | ---- | ---- | ---- |
| 418  | 449  | 443  | 448  | 443  | 426  | 411  | 395  | 383  |

| 1901 | 1906 | 1911 | 1921 | 1926 | 1931 | 1936 | 1946 | 1954 |
| ---- | ---- | ---- | ---- | ---- | ---- | ---- | ---- | ---- |
| 377  | 375  | 348  | 343  | 349  | 365  | 358  | 340  | 374  |

| 1962 | 1968 | 1975 | 1982 | 1990 | 1999 | 2006 | 2007 | 2012 |
| ---- | ---- | ---- | ---- | ---- | ---- | ---- | ---- | ---- |
| 394  | 381  | 394  | 377  | 373  | 341  | 328  | 326  | 324  |

| 2017 | 2022 | - | - | - | - | - | - | - |
| ---- | ---- | - | - | - | - | - | - | - |
| 314  | 296  | - | - | - | - | - | - | - |

#### Pyramide des âges
La population de la commune est relativement jeune.
En 2018, le taux de personnes d'un âge inférieur à 30 ans s'élève à 31,6 %, soit en dessous de la moyenne départementale (39,5 %). À l'inverse, le taux de personnes d'âge supérieur à 60 ans est de 25,1 % la même année, alors qu'il est de 22,5 % au niveau départemental.
En 2018, la commune comptait 160 hommes pour 152 femmes, soit un taux de 51,28 % d'hommes, largement supérieur au taux départemental (48,23 %).
Les pyramides des âges de la commune et du département s'établissent comme suit.
| Hommes | Classe d’âge | Femmes |
| ------ | ------------ | ------ |
| 0,6    | 90 ou +      | 0,7    |
| 7,6    | 75-89 ans    | 9,3    |
| 17,0   | 60-74 ans    | 15,2   |
| 21,8   | 45-59 ans    | 24,9   |
| 19,8   | 30-44 ans    | 20,1   |
| 14,8   | 15-29 ans    | 14,3   |
| 18,4   | 0-14 ans     | 15,5   |

| Hommes | Classe d’âge | Femmes |
| ------ | ------------ | ------ |
| 0,5    | 90 ou +      | 1,4    |
| 5,3    | 75-89 ans    | 8,1    |
| 14,8   | 60-74 ans    | 16,2   |
| 19,1   | 45-59 ans    | 18,4   |
| 19,5   | 30-44 ans    | 18,7   |
| 20,7   | 15-29 ans    | 19,1   |
| 20,2   | 0-14 ans     | 18     |

## Lieux et monuments
- Église Saint-Georges des XVe, XVIe et XVIIe siècles, avec chaire de vérité du XVe siècle
- Chapelle Saint-Jean à Offies
- Monument aux morts
- Moulin à eau
- Un calvaire et quelques petites chapelles
- Le sentier Émeraude, sentier de randonnée.

## Galerie photos

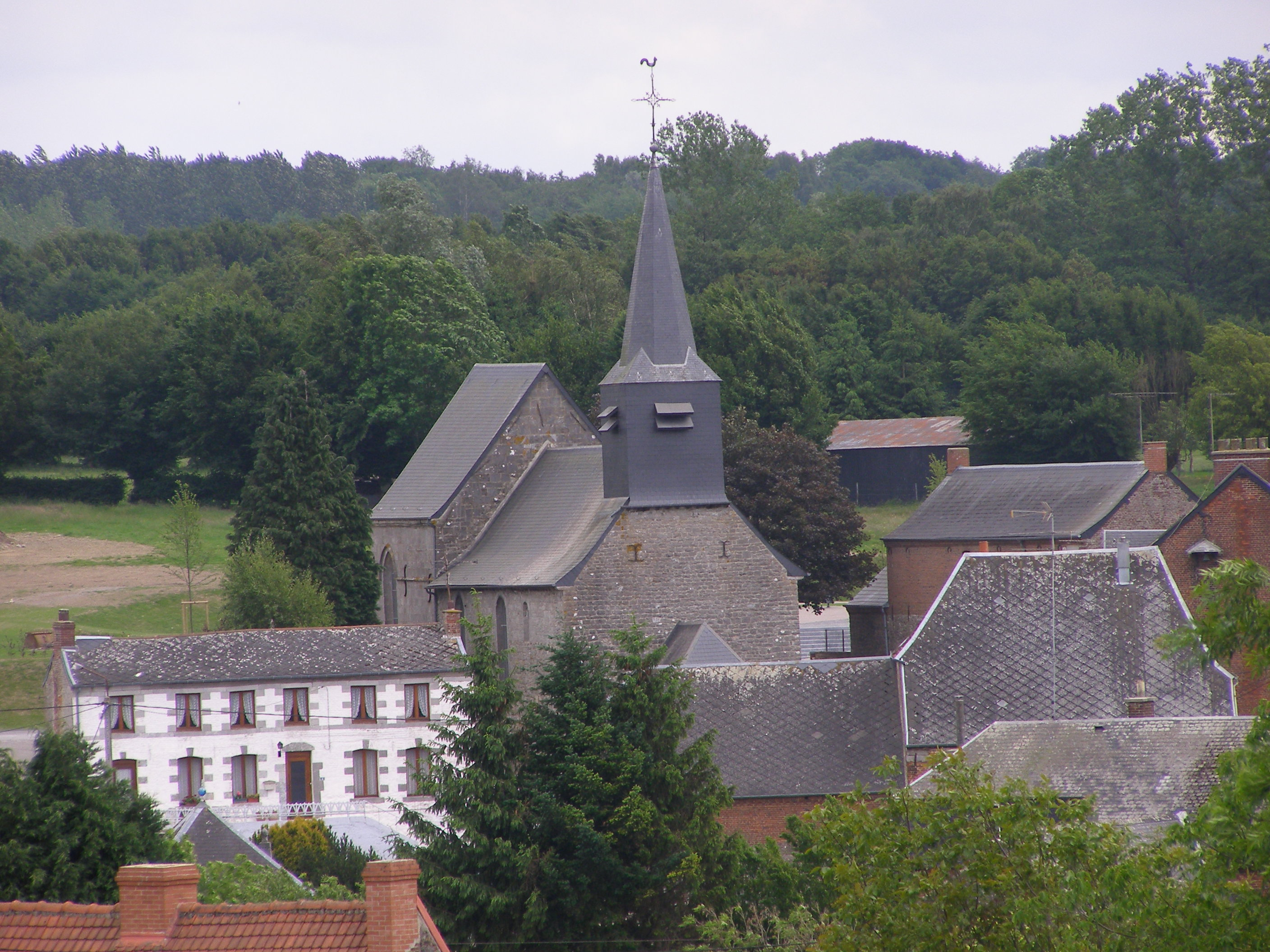
L'église Saint-Georges de Dimont
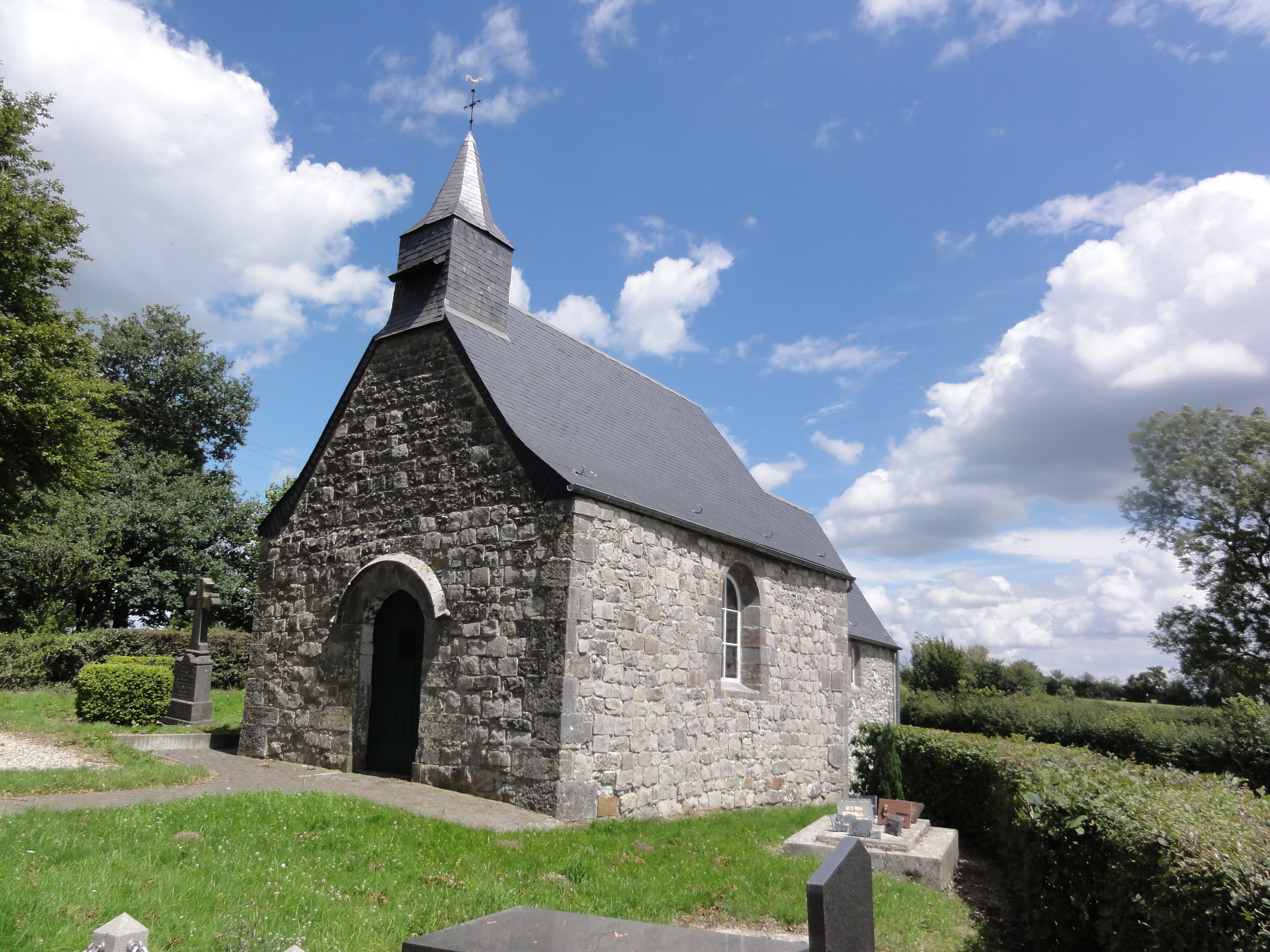
La chapelle Saint-Jean à Offries
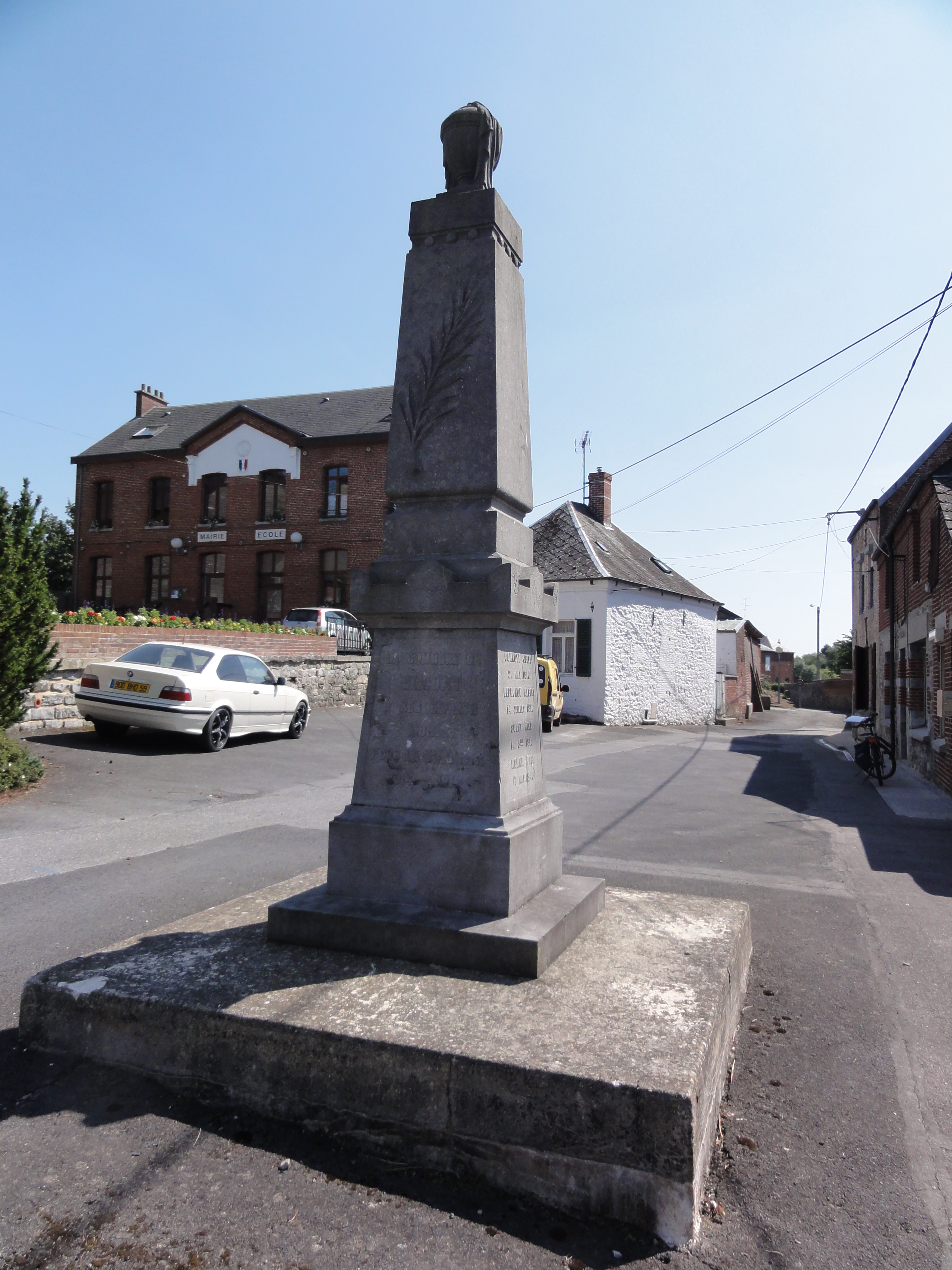
Monument aux morts
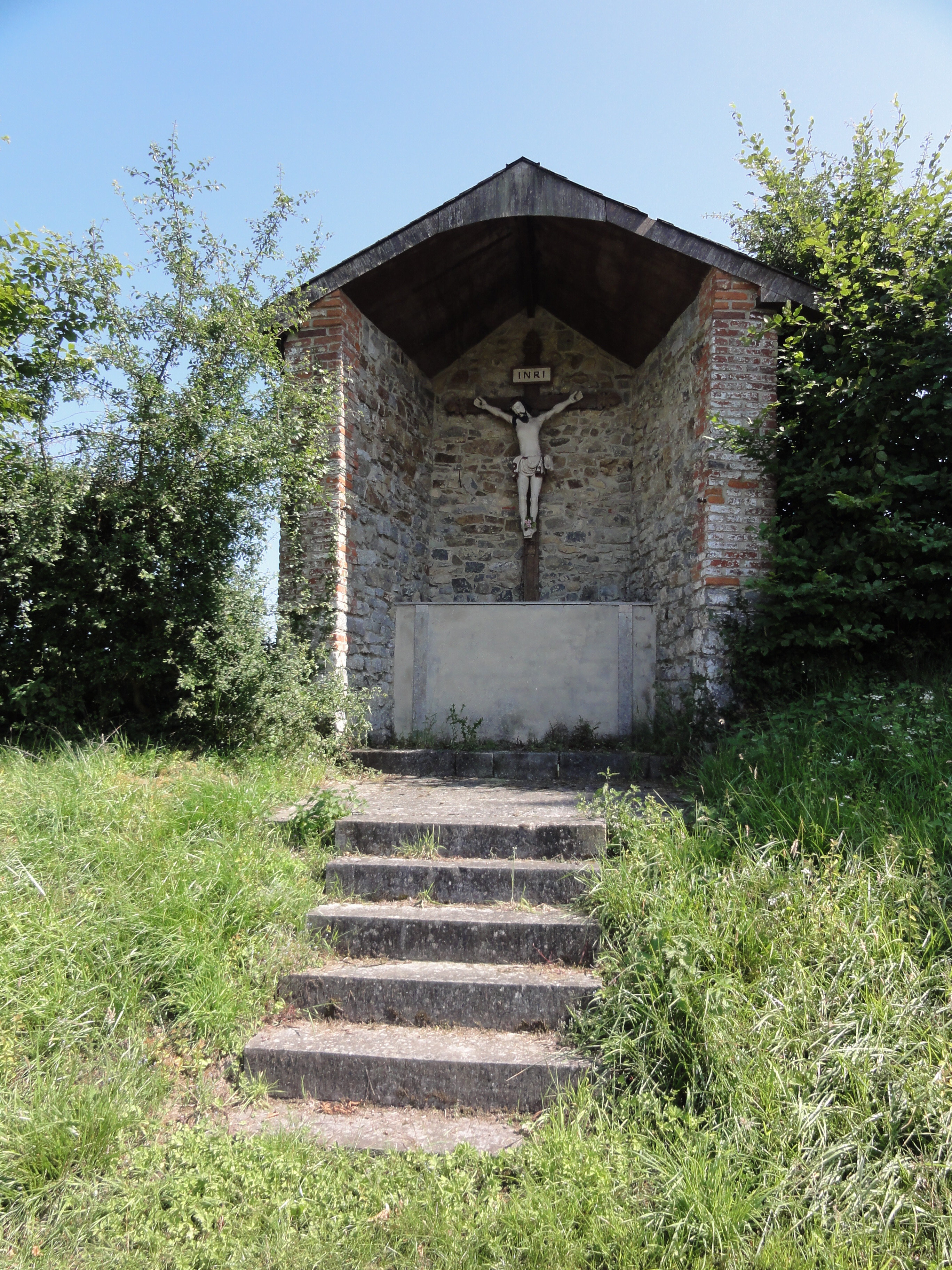
Calvaire
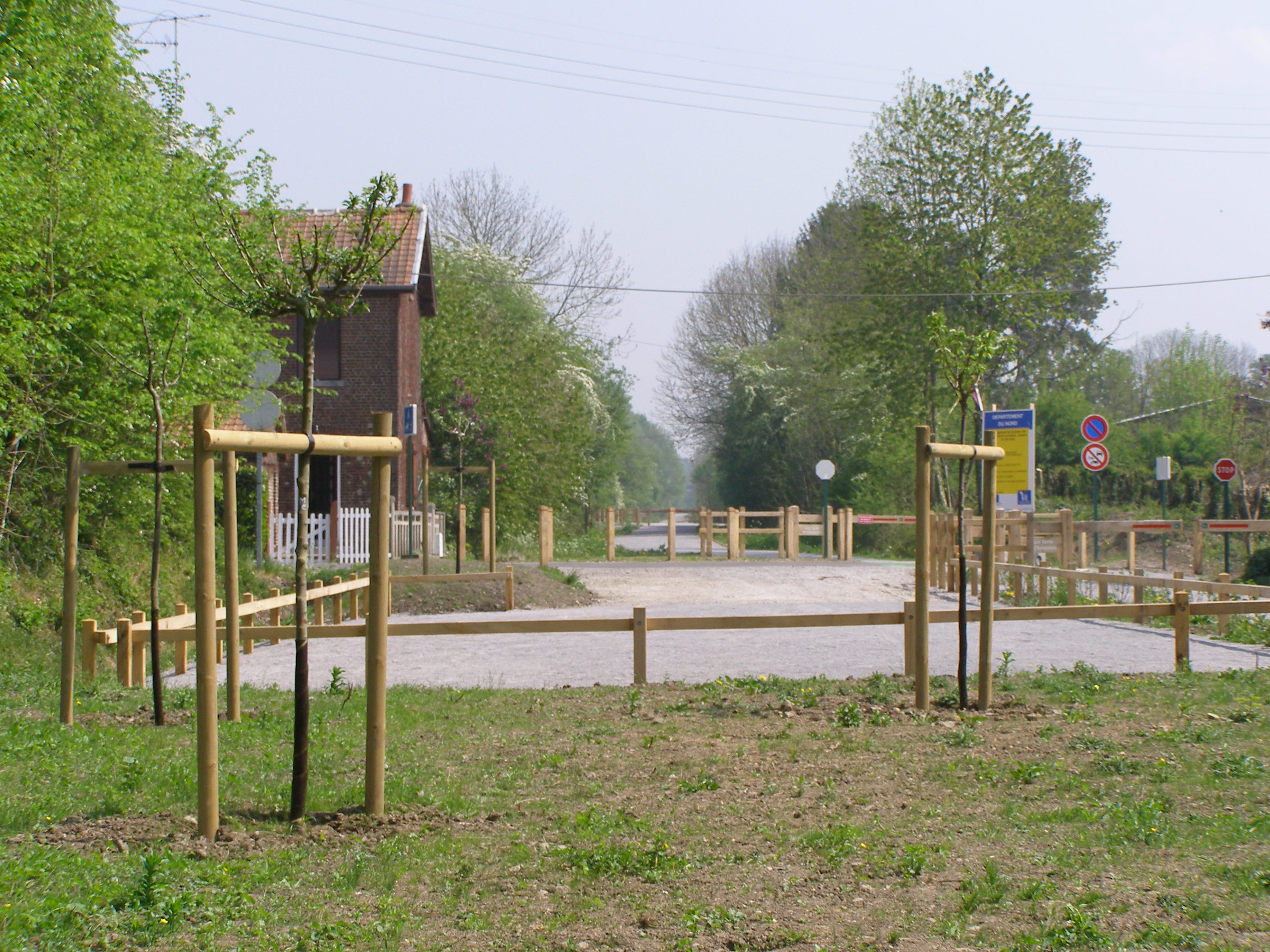
Le sentier émeraude
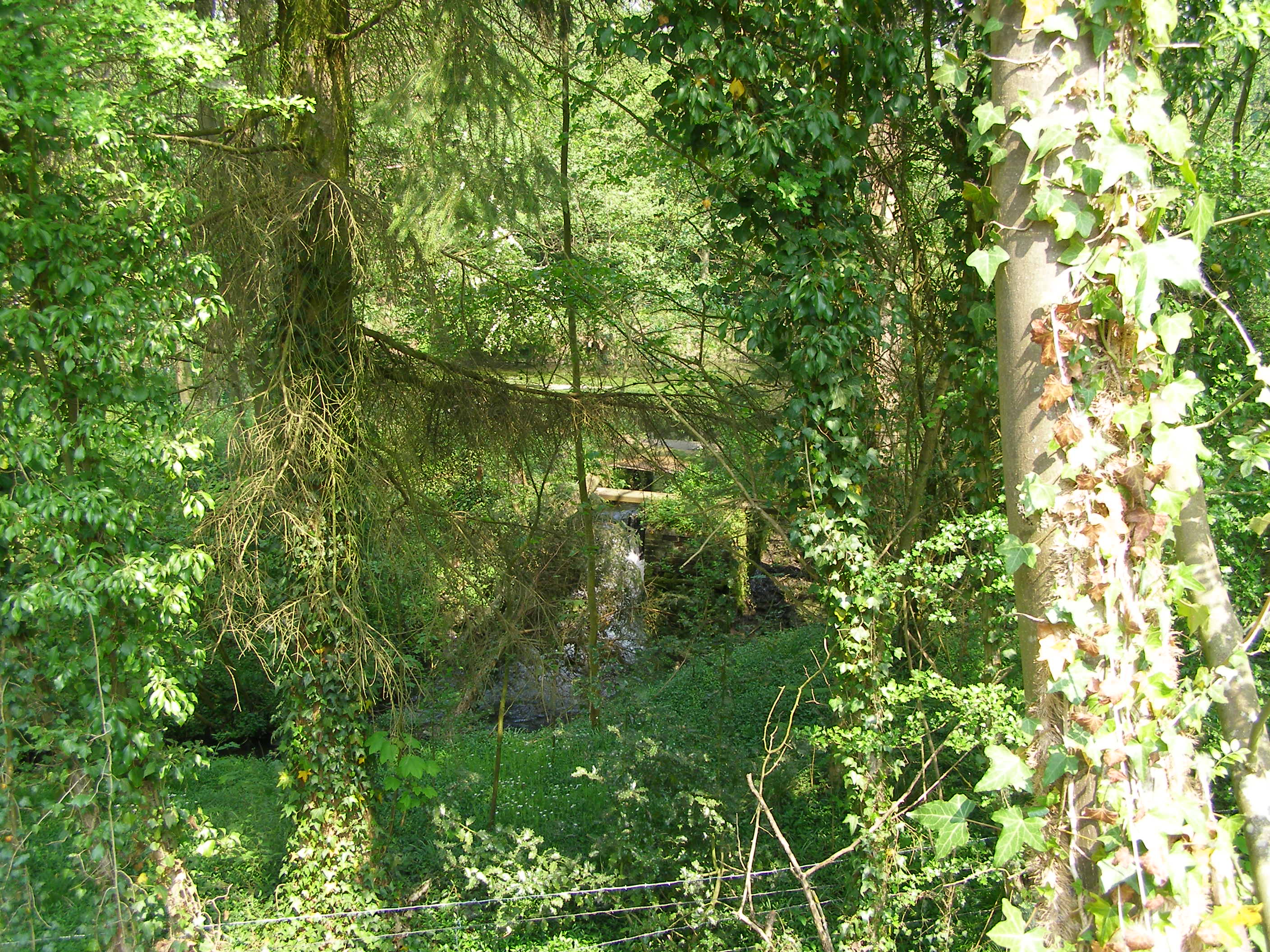
En bordure de sentier émeraude

## Pour approfondir